# Campeonato Mundial de Ciclismo em Estrada de 1933
Os Campeonatos do mundo de ciclismo em estrada de 1933 celebrou-se na localidade francesa de Montlhéry a 14 de agosto de 1933.

## Resultados
| Event                     | Ouro                      | Ouro                         | Prata                  | Prata    | Bronze                           | Bronze   |
| ------------------------- | ------------------------- | ---------------------------- | ---------------------- | -------- | -------------------------------- | -------- |
| Provas masculinas         |                           |                              |                        |          |                                  |          |
| Homens - corrida em linha | Georges Speicher · França | 7h 08' 58" Média 34,967 km/h | Antonin Magne · França | + 5' 03" | Marijn Valentijn · Países Baixos | + 5' 04" |
| Amador - corrida em linha | Paul Egli · Suíça         | 3h 21' 48"                   | Kurt Stettler · Suíça  | + 51"    | Joseph Lowaige · Bélgica         | + 2' 43" |